# Lappaselkä
Lappaselkä är en kulle i Finland.   Den ligger i den ekonomiska regionen Norra Lappland och landskapet Lappland, i den norra delen av landet, 800 km norr om huvudstaden Helsingfors. Toppen på Lappaselkä är 350 meter över havet, eller 78 meter över den omgivande terrängen. Bredden vid basen är 2,0 km.
Terrängen runt Lappaselkä är huvudsakligen platt. Trakten runt Lappaselkä är nära nog obefolkad, med mindre än två invånare per kvadratkilometer. Närmaste befolkade plats är Eiscat, 19,6 km nordväst om Lappaselkä. 